# Orde van Andrés Bello

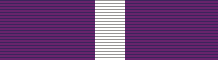
Baton van de orde van Andrés Bello

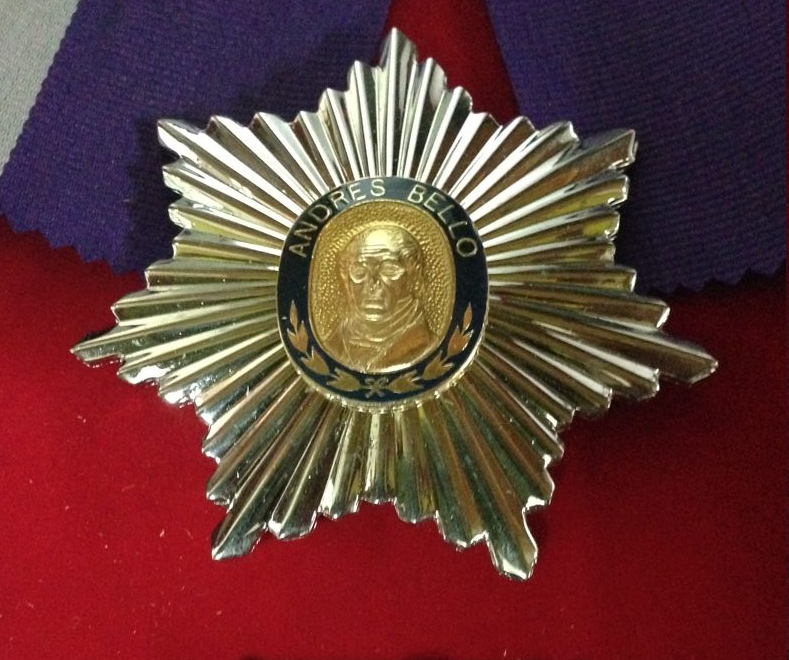
Orde van Andrés Bello

De Orde van Andrés Bello, in het Spaans "Orden de Andrés Bello" geheten werd op 15 oktober 1965 door de Venezolaanse president Raúl Leoni gesticht. De ridderorde eert in haar naam en door zijn portret in de versierselen centraal te stellen de Venezolaanse revolutionair en wetenschapper Andrés Bello (1781 - 1865).
Deze orde kent een keten en drie lagere graden. Men verleende deze keten onder andere aan Fra' Andrew Bertie, de Prins-Grootmeester van de Souvereine Militaire Hospitaalorde van Sint-Jan van Jeruzalem en Malta.

## De graden van de orde
- Keten of Collar.
- Eerste Klasse, Erelint of Primera Clase (Banda de Honor).
- Tweede Klasse of Segunda Clase (Corbata).
- Derde Klasse of Tercera Clase (Medalla).

## Bekende dragers van de orde
- Rafael Caldera (Collar)
- Fra' Andrew Bertie SMOM (Collar 1995)
- Gustavo Cisneros (Primera Clase)
- Carlos Cruz-Diez (Primera Clase)
- Luis Daal (Commandeur, 1983)
- Franklin García Fermín (Primera Clase)
- Margot Benacerraf (Segunda Clase)
- Fredy Reyna (Segunda Clase)
- René Römer (Grootkruis, 1982)
- Vladimir Gessen